# Savignia borea
Savignia borea là một loài nhện trong họ Linyphiidae.
Loài này thuộc chi Savignia. Savignia borea được Kirill Yuryevich Eskov miêu tả năm 1988.